# Lakshmi

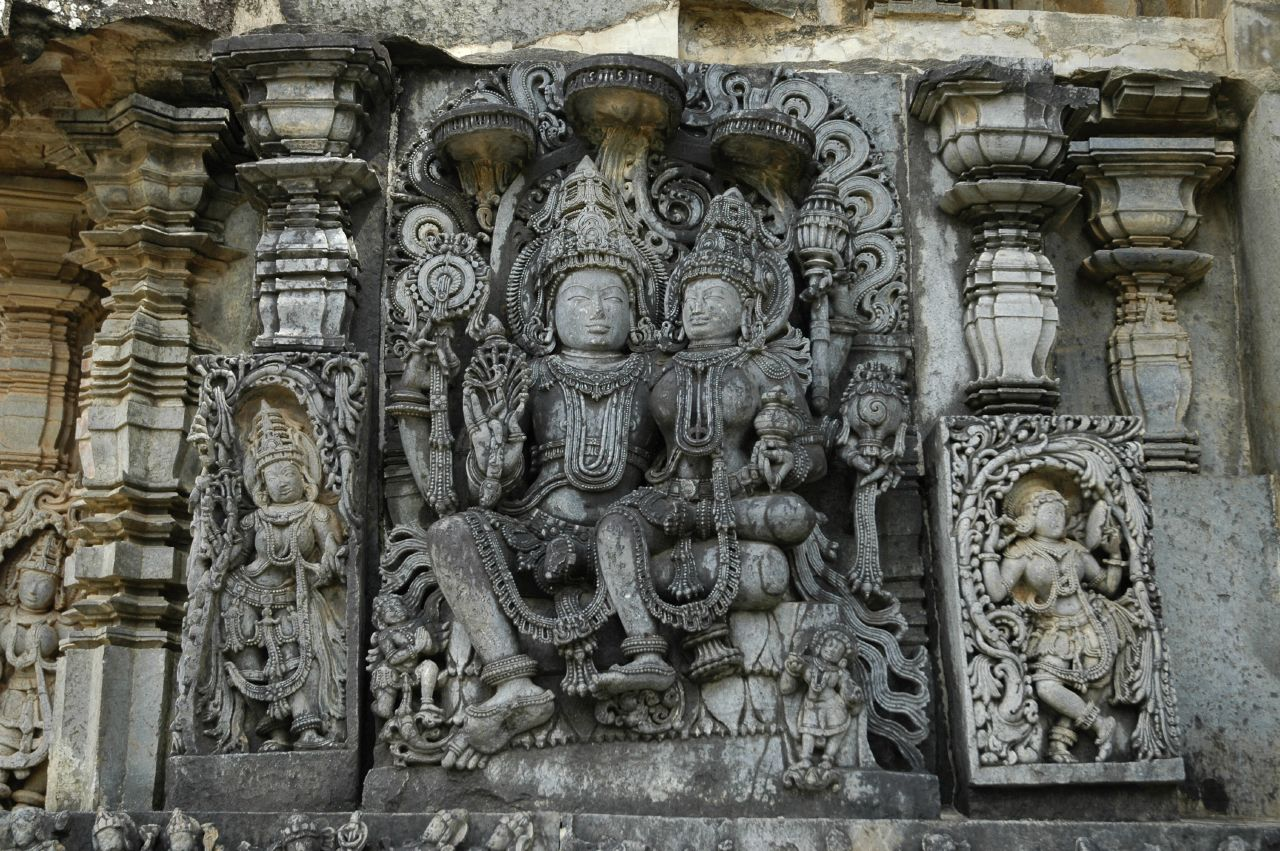
Tempelbeeld van het paar Lakshmi en Vishnoe

Shri Lakshmi, soms ook Mahalaxmi (Sanskriet: लक्ष्मी lakṣmī) is de hindoeïstische godin van licht, rijkdom en geluk, en tevens van schoonheid, moed, vruchtbaarheid en liefde. Ze wordt binnen het hindoeïsme als moeder van het universum beschouwd, en wordt vereerd tijdens het jaarlijkse lichtfeest Diwali.

## Namen
Andere namen van Lakshmi zijn: Haripriya (geliefde van Hari), Padma (lotus), Padmalaya (die op een lotus verblijft), Jaladhija (geboren uit de oceaan), Chanchala (wispelturige), Karisin (rijk aan mest, als vruchtbaarheidsgodin van de aarde) en Lokamata (moeder van de wereld).

## Geboorte en huwelijk
Toen de goden de Oceaan van melk karnden om de godendrank amrita te bereiden, rees Lakshmi op uit het water en werd Vishnoe's gade. Ze rees op als een van de veertien 'kostbare bijproducten' van het karnen van de Oceaan van melk. Zowel Shiva als Vishnoe begeerden haar, maar Shiva had al de maan opgeëist en toen hij Lakshmi niet kreeg, slikte hij het gif in, dat bij het karnen was vrijgekomen. Zo redde Shiva de schepping van de ondergang.
In veel bronnen is ze echter de dochter van Bhrigu en vluchtte ze in de oceaan toen de goden uit de hemel werden verdreven.
Lakshmi is de shakti (energie) en partner van Vishnoe, de god van de bloei en instandhouding (de beschermer en bewaarder). Ze heeft verscheidene avatara, waaronder Sita (in welke vorm ze met Rama trouwde) en Rukmini (met Krishna). Rama en Krishna waren beiden avatara's van de hindoegod Vishnoe. De verbintenis tussen Krishna en Rukmini verbeeldt de verhouding tussen god en de ziel. Uit de vereniging van Vishnoe en Lakshmi werd de liefdesgod Kama (begeerte) geboren. Hij schiet pijlen af van suikerriet.

## Kenmerken

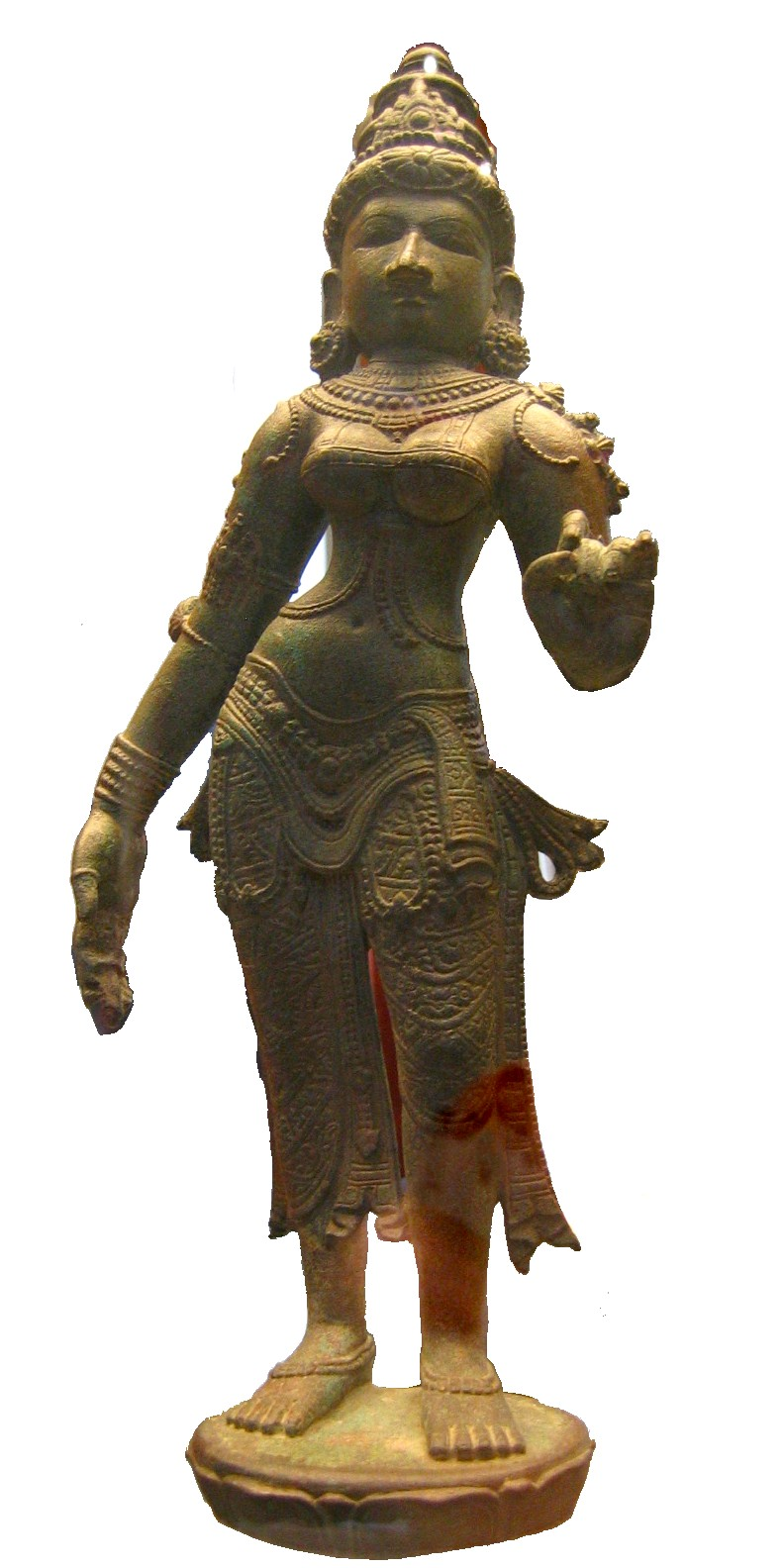
Beeld van Lakshmi

Lakshmi, met haar slanke middel en volle borsten, wordt gezien als het vrouwelijke schoonheidsideaal. Ze huist in de zoet geurende bloemenkransen, die men in de tempels kan verkrijgen en schenkt de drager geluk en welvaart. Soms wordt ze beschreven als 'veranderlijk of grillig', omdat geluk even snel kan verdwijnen als het gekomen is. Ze wordt vooral met padma (de lotus), het symbool van vruchtbaarheid, geassocieerd. Vaak wordt ze zittend of staand afgebeeld op een lotus, al dan niet met Vishnoe. Ze wordt meestal met een gouden huid afgebeeld. Op een populaire afbeelding rust Vishnoe op de slang Ananta en masseert Laksmi de voeten van haar heer met zalf.   
Ook godin Aphrodite uit de Griekse mythologie en Venus uit de Romeinse mythologie zijn geboren uit de oeroceaan, worden afgebeeld als jonge vrouwen en weerspiegelen geluk, schoonheid en vruchtbaarheid. Bovendien is Venus de moeder van de liefdesgod Amor (Cupido), die met liefdespijlen schiet.